# Tuba City

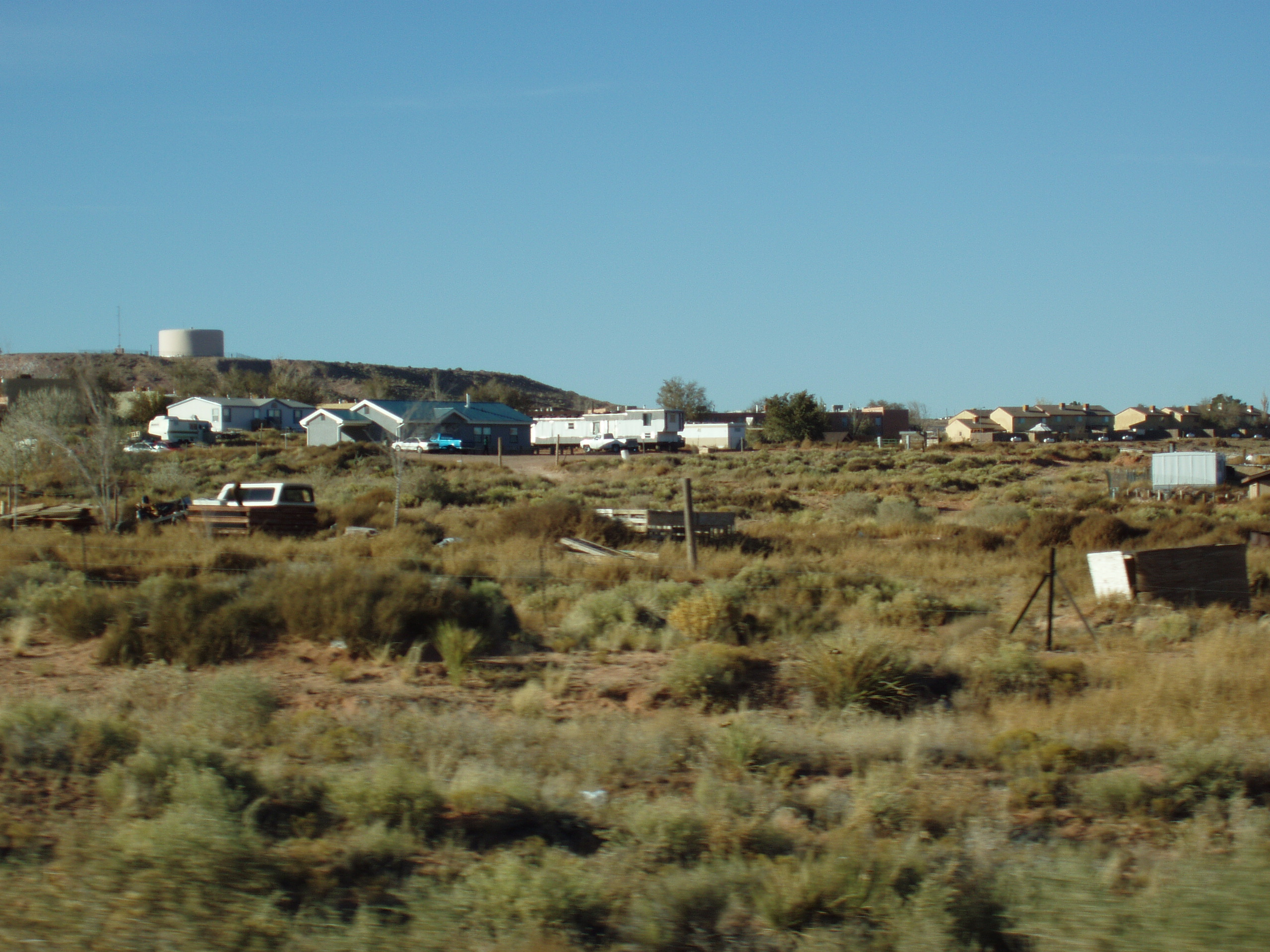
Subúrbio de Tuba City

Tuba City é uma Região censo-designada localizada no estado americano de Arizona, no Condado de Coconino.

## Demografia
Segundo o censo americano de 2000, a sua população era de 8225 habitantes.

## Geografia
De acordo com o United States Census Bureau tem uma área de
23,1 km², dos quais 23,1 km² cobertos por terra e 0,0 km² cobertos por água. Tuba City localiza-se a aproximadamente 1512 m acima do nível do mar.

## Localidades na vizinhança
O diagrama seguinte representa as localidades num raio de 56 km ao redor de Tuba City.